# Longeville-en-Barrois
Longeville-en-Barrois är en kommun i departementet Meuse i regionen Grand Est (tidigare regionen Lorraine) i nordöstra Frankrike. Kommunen ligger i kantonen Bar-le-Duc-Nord som tillhör arrondissementet Bar-le-Duc. År 2022 hade Longeville-en-Barrois 1 092 invånare.

## Befolkningsutveckling
Antalet invånare i kommunen Longeville-en-Barrois
| Referens: INSEE |